# Lasha Torghvaidze
Lasha Torghvaidze, talvolta accreditato come Lasha Ghulelauri (in georgiano ლაშა თორღვაიძე o ლაშა ღულელაური? anglicizzato come Torgvaidze o Gulelauri; 26 maggio 1993), è un triplista georgiano.
Ha preso parte ai Giochi olimpici di Rio de Janeiro 2016, senza però avanzare alla fase finale. Ha invece vinto una medaglia d'argento ai Campionati dei piccoli stati d'Europa nel 2018.

## Palmarès
| Anno | Manifestazione               | Sede           | Evento         | Risultato      | Prestazione | Note |
| ---- | ---------------------------- | -------------- | -------------- | -------------- | ----------- | ---- |
| 2011 | Mondiali allievi             | Lilla          | Salto triplo   | 8º             | 15,04 m     |      |
| 2012 | Mondiali juniores            | Barcellona     | Salto triplo   | 6º             | 16,00 m     |      |
| 2013 | Europei indoor               | Göteborg       | Salto triplo   | 20º (q)        | 15,35 m     |      |
| 2014 | Campionati balcanici indoor  | Istanbul       | Salto triplo   | Argento        | 16,15 m     |      |
| 2015 | Europei indoor               | Praga          | Salto triplo   | 15º (q)        | 15,97 m     |      |
| 2015 | Europei under 23             | Tallinn        | Salto triplo   | 4º             | 16,33 m     |      |
| 2016 | Europei                      | Amsterdam      | Salto triplo   | 16º (q)        | 16,32 m     |      |
| 2016 | Giochi olimpici              | Rio de Janeiro | Salto triplo   | nm (q)         | nm (q)      |      |
| 2018 | Camp. piccoli stati d'Europa | Schaan         | Salto in lungo | Argento        | 7,67 m      |      |
| 2018 | Europei                      | Berlino        | Salto triplo   | nm (q)         | nm (q)      |      |
| 2021 | Giochi olimpici              | Tokyo          | Salto triplo   | Qualificazione | nm          |      |

## Altre competizioni internazionali
2011
- Argento al Festival olimpico estivo della gioventù europea ( Trebisonda), salto triplo - 15,49 m

2017
- Argento agli Europei a squadre ( Marsa), salto in lungo - 7,55 m

2019
- Oro agli Europei a squadre ( Varaždin), salto triplo - 16,44 m